# یادبود ملی دریایی پاپاهانوموکووآکئا
یادبود ملی دریایی پاپاهانوموکووآکه‌آ (به انگلیسی: Papahānaumokuākea Marine National Monument) منطقهٔ حفاظت‌شدهٔ ملی به مساحت بالغ بر حدود یک و نیم میلیون کیلومتر مربع در مجمع‌الجزایر هاوایی در ایالات متحده آمریکا است. پاپاهانوموکووآکه‌آ هم‌چنین به عنوان یک میراث طبیعی و فرهنگی در فهرست میراث جهانی یونسکو به ثبت رسیده‌است.
بیش از هفت هزار گونهٔ دریایی در منطقه حفاظت‌شدهٔ پاپاهانوموکووآکه‌آ زندگی می‌کنند. هرگونه ماهی‌گیری و حفاری در این منطقه ممنوع است.

## یادبود ملی دریایی
منطقهٔ دریایی پاپاهانوموکووآکئا از سال ۲۰۰۶ میلادی و در پی فرمان جرج دبلیو بوش، رئیس‌جمهوری وقت آمریکا، در مساحتی بالغ بر ۳۶۰ هزار کیلومتر مربع به عنوان «میراث ملی طبیعی و یادبود دریا-زیستی ایالات متحده آمریکا» به ثبت رسید.
در تاریخ ۲۶ اوت ۲۰۱۶ میلادی، باراک اوباما با صدور دستوری تاریخی، محدودهٔ منطقهٔ حفاظت‌شده دریایی پاپاهانوموکووآکئا را به حدود یک و نیم میلیون کیلومتر مربع گسترش داد. مساحتی تقریباً به بزرگی ایران. کاخ‌سفید، روز جمعه ۲۶ اوت سال ۲۰۱۶ با انتشار این خبر اعلام کرد با وسعت بخشیدن به این منطقه، اکنون پاپاهانوموکووآکئا به بزرگترین منطقه حفاظت‌شده آبی جهان تبدیل می‌شود.

## نگارخانه

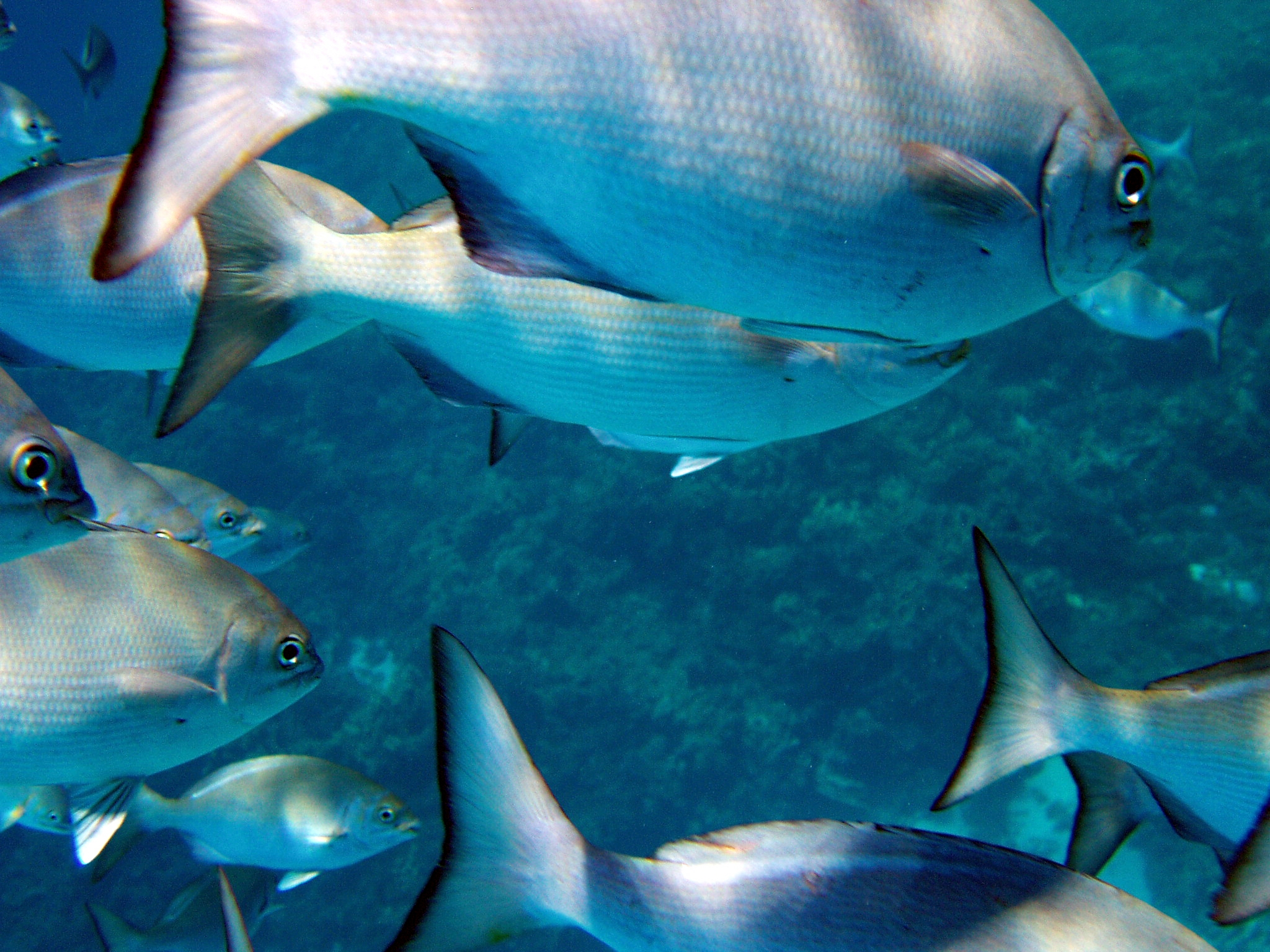
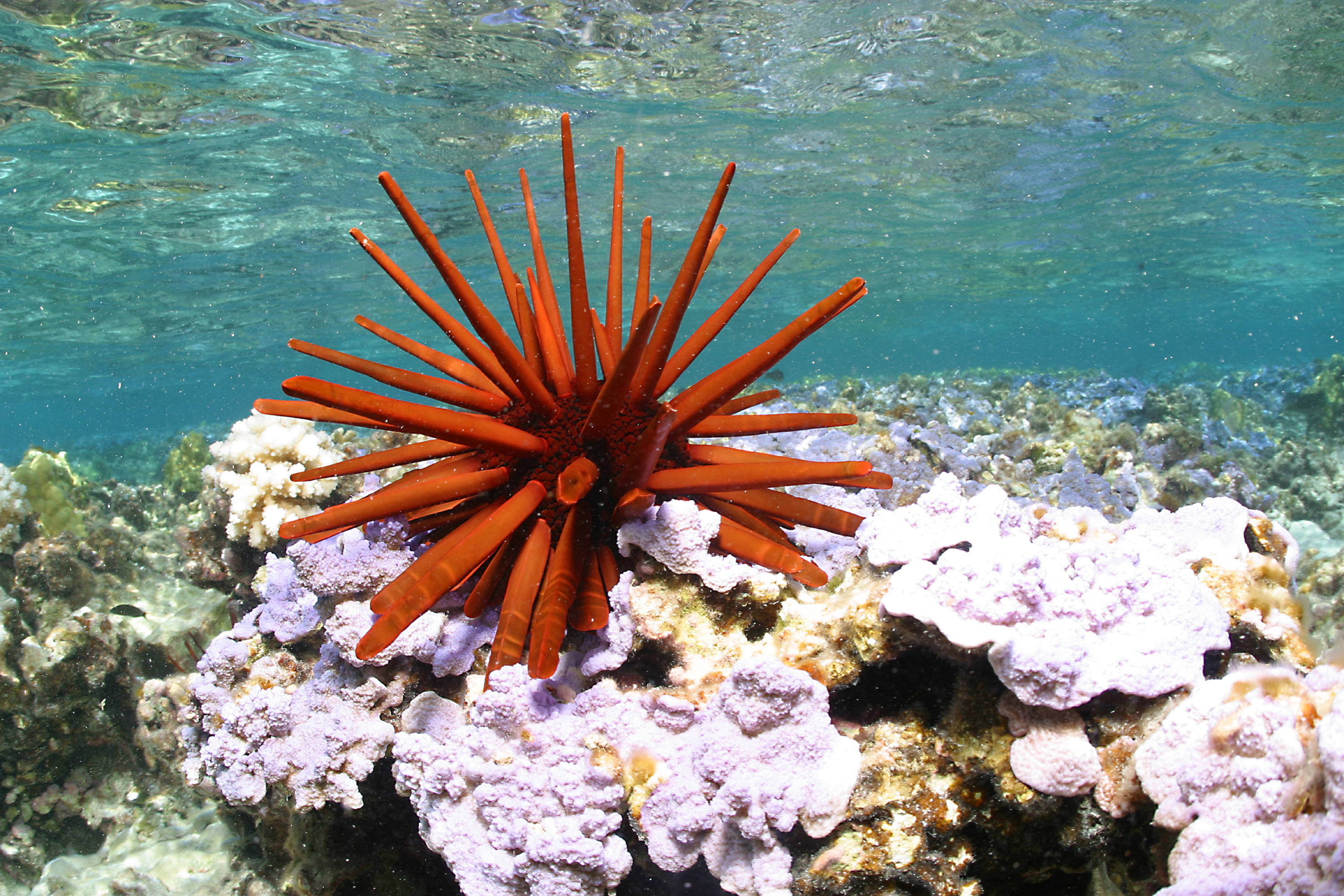
توتیای مدادی قرمز
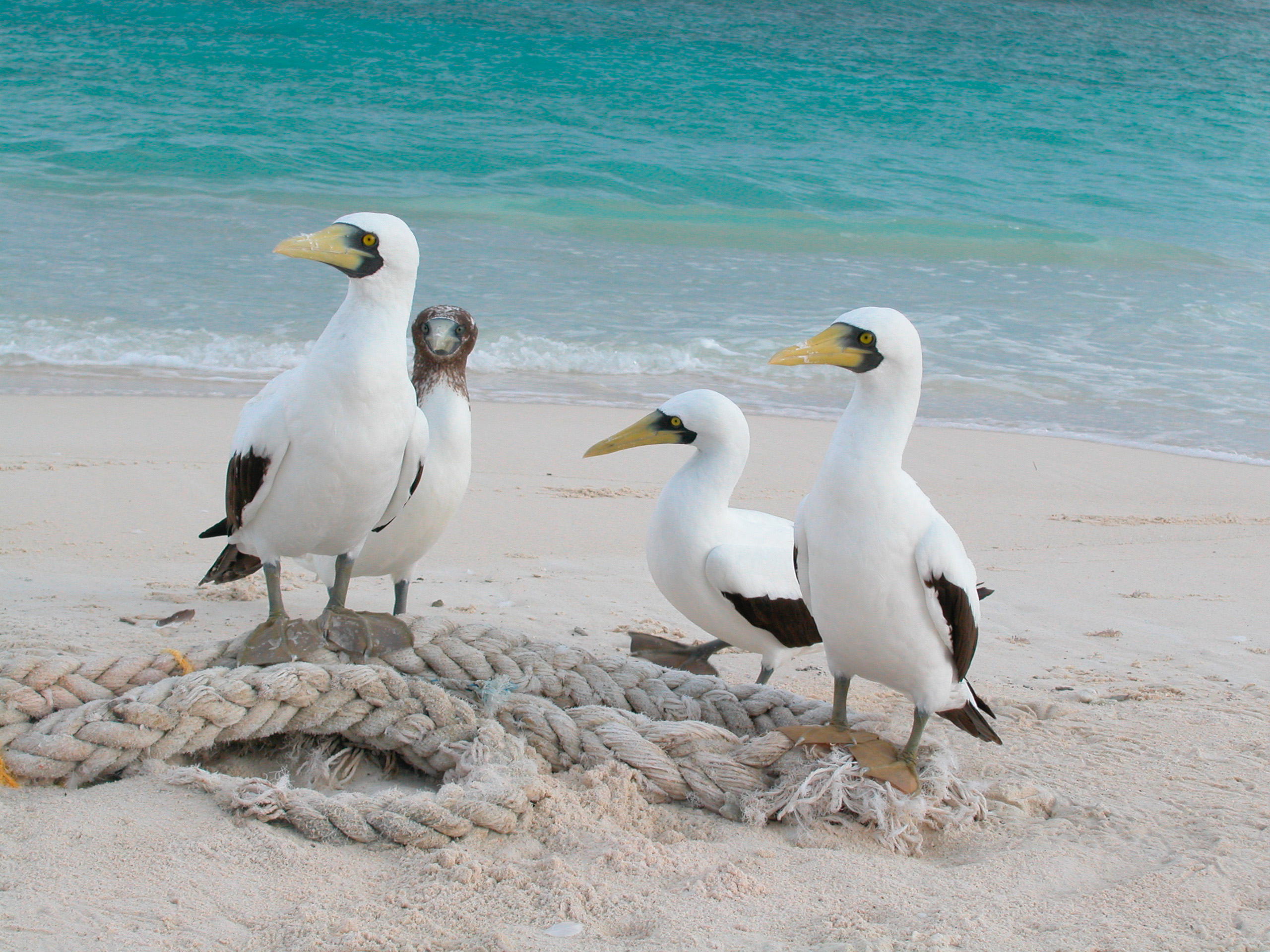
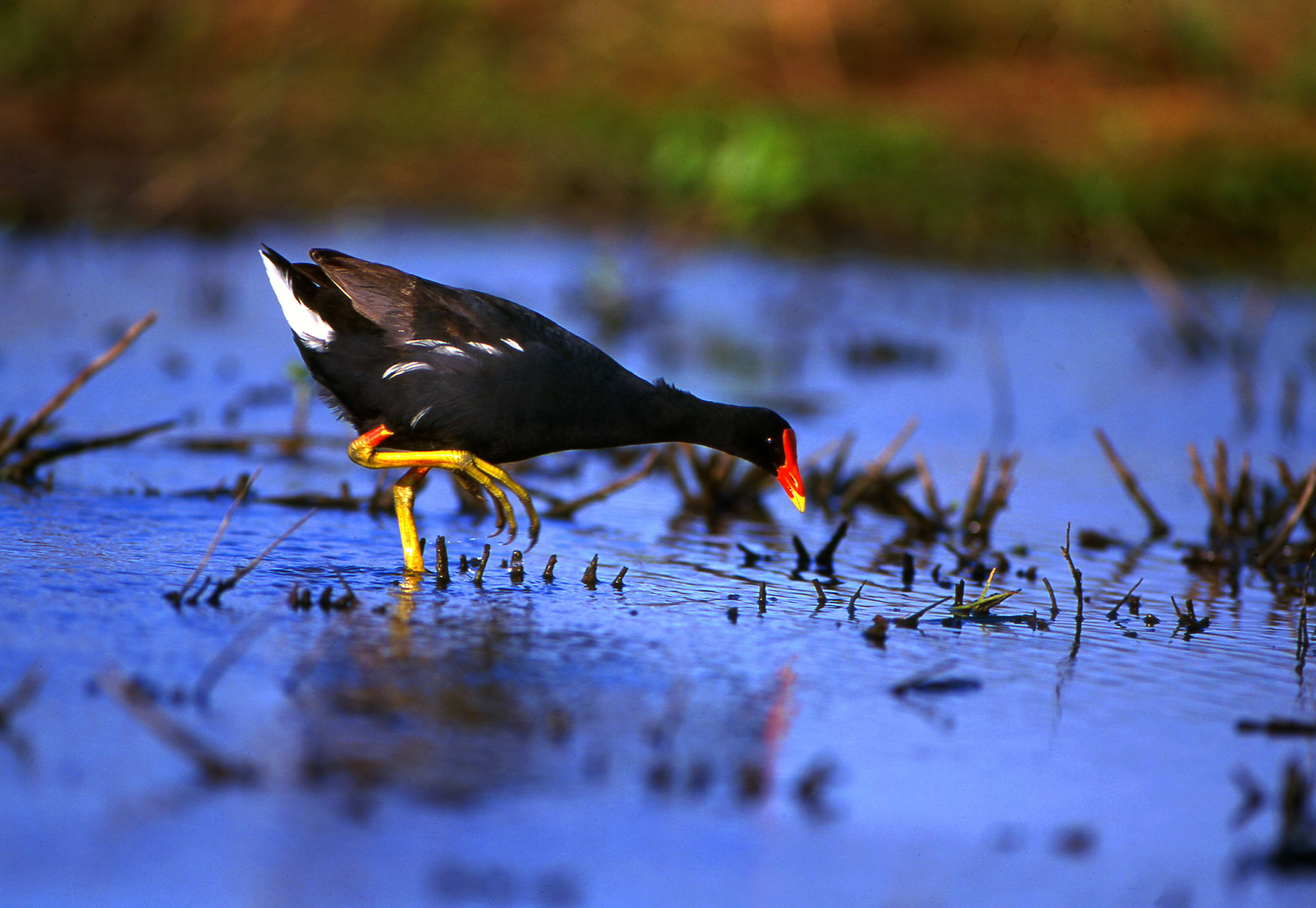
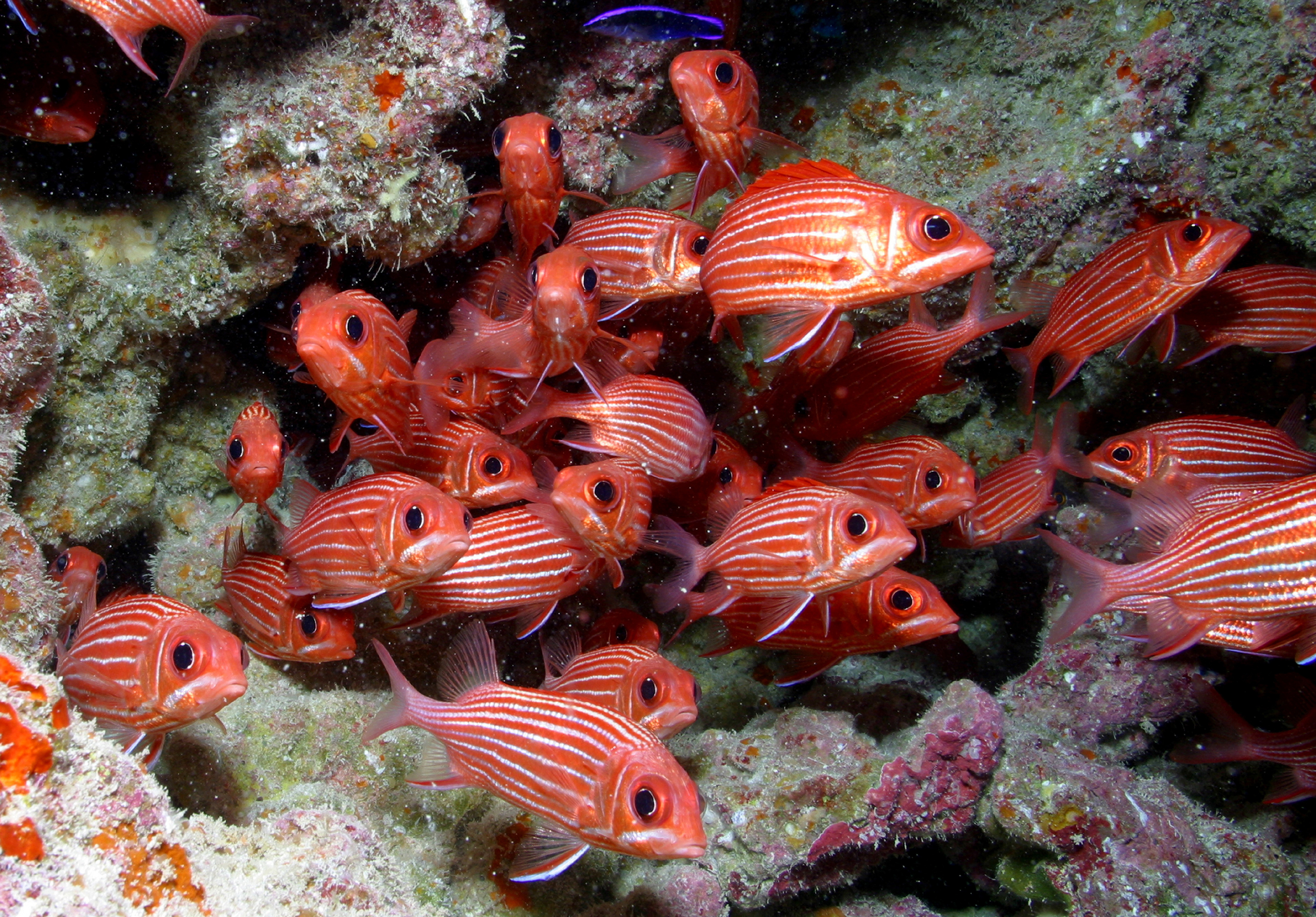
سنجاب‌ماهی هاوایی